# Barbados
Barbados – państwo wyspiarskie w Ameryce Środkowej, zajmujące wyspę o tej samej nazwie, położoną w archipelagu Małych Antyli, na Oceanie Atlantyckim. Najbardziej na wschód wysunięta wyspa Karaibów. Powierzchnia kraju wynosi 430 km², a liczba ludności – 294 560 (2020). Stolicą i największym miastem jest Bridgetown. Językiem urzędowym jest angielski.
Od 1627 do 1966 roku Barbados był kolonią Wielkiej Brytanii. W unii personalnej z nią (Commonwealth realm) pozostawał do 30 listopada 2021 r., kiedy to stał się republiką. Głową państwa została wybrana przez parlament prezydent – Sandra Mason.
Państwo jest jednym z zamożniejszych i najbardziej rozwiniętych we wschodniej części Karaibów. Gospodarka kraju tradycyjnie opierała się na uprawie i przetwórstwie trzciny cukrowej, od końca XX wieku istotną rolę odgrywają także turystyka i przemysł lekki.

## Geografia
Wyspa, w przeciwieństwie do innych wysp archipelagu, nie ma budowy wulkanicznej, a wapienną. Początek wyspie dały rafy koralowe, które otaczają jej wody. Występują pagórki, z których najwyższy (Mount Hillaby) nie przekracza 340 m n.p.m. Brak wyraźnych wód śródlądowych, ale istnieją rozwinięte zjawiska krasowe. Wyspa otoczona ze wszystkich stron wodami Oceanu Atlantyckiego charakteryzuje się tropikalnym klimatem podrównikowym. W lecie wyspę nawiedzają cyklony.

## Informacje ogólne
- Położenie: 13°10′N, 59°32′W
- Powierzchnia: 430 km²
- Długość wybrzeża: 97 km
- Granice lądowe z innymi państwami: 0 km
- Zasoby naturalne: ropa naftowa, ryby, gaz ziemny.

## Pochodzenie nazwy
Nazwa wyspy pochodzi z języka portugalskiego. Portugalczycy zwrócili uwagę na miejscową odmianę figowca, tworzącego dużą siatkę korzeni, przypominającą brodę. Drzewa te nazwano „drzewami brodatymi” (os barbados), skąd przeszła nazwa na całą wyspę.

## Historia
Barbados zasiedlili 4000 lat temu Indianie. Wyspę odkryli dla Europejczyków na początku XVI wieku portugalscy podróżnicy, jednak jej nie skolonizowali. W 1627 roku na wyspie wylądowali angielscy koloniści, w pobliżu obecnej miejscowości Holetown, ale na Barbadosie mieszkali również Holendrzy. Ci ostatni w 1637 roku przywieźli z Brazylii trzcinę cukrową i założono na wyspie pierwsze plantacje tej rośliny. Wkrótce kolonia stała się jedną z najważniejszych wśród angielskich posiadłości w Nowym Świecie. Strategiczne położenie, zapora z raf koralowych i duże manufaktury cukru przyniosły rozkwit wyspie. Przez cały XVII wiek była ona ważniejsza od posiadłości w Ameryce Północnej. Na Barbados sprowadzano niewolników z Afryki, którzy pracowali przy uprawie trzciny cukrowej. Barbados cieszył się dużą autonomią.
W 1639 roku na wyspie zebrało się pierwsze ciało ustawodawcze, House of Assembly (Izba Zgromadzenia), pierwsze na zachodniej półkuli. W 1834 roku w całym Imperium Brytyjskim zniesiono niewolnictwo. Kryzys systemu kolonialnego doprowadził do powstania ruchów domagających się oderwania od metropolii, co ostatecznie nastąpiło 30 listopada 1966 roku (rocznice tego wydarzenia są świętem narodowym kraju). Mimo to Barbados i Wielka Brytania były do 2021 roku połączone unią personalną – Barbados należy do Wspólnoty Narodów (Commonwealth). W 1983 roku Barbados, wspólnie ze Stanami Zjednoczonymi, wziął udział w interwencji wojskowej w Grenadzie.
30 listopada 2021 kraj zerwał unię personalną z Wielką Brytanią, stając się republiką. Głową państwa została wybrana przez parlament prezydent – Sandra Mason.

## Podział administracyjny
Stolicą Barbadosu jest położone na południowym zachodzie wyspy miasto Bridgetown. Kraj jest podzielony na 11 parafii (dystryktów) (ang. parish – „parafia”).

## Władze
Głową państwa jest prezydent wybierany na czteroletnią kadencję przez Izbę Zgromadzenia i Senat. Parlament jest dwuizbowy: Izba Zgromadzenia (izba niższa; House of Assembly) oraz Senat (Senate). Wybory do 30-osobowej izby niższej odbywają się co 5 lat. Rząd może rozpisać nowe wybory w dowolnej chwili. Spośród 21 senatorów mianowanych przez prezydenta do powołania 12 wymagana jest opinia premiera, 2 – przywódcy opozycji, zaś 7 prezydent wybiera osobiście. Prawo wyborcze jest powszechne dla osób, które ukończyły 18. rok życia. Władzę wykonawczą sprawuje premier, mianowany przez prezydenta spośród członków Izby Zgromadzenia. Rząd jest odpowiedzialny przed parlamentem. Władzę sądowniczą sprawują sądy z Sądem Naczelnym, w skład którego wchodzi dodatkowo Sąd Apelacyjny, oba składają się z 4 sędziów. Sędziów mianuje prezydent po zasięgnięciu rady premiera i przywódcy opozycji.

## Gospodarka
Główne dochody wyspy przynosi turystyka. Poza centrum finansowym, stolicą Bridgetown, oraz pełnymi hoteli nadmorskimi wybrzeżami, krajobraz ekonomiczny wyspy jest wiejski, gdzie ciągle uprawia się trzcinę cukrową. W 1990 roku kraj wpadł w recesję, ale obecnie rozwój gospodarczy sięga 3–5% rocznie.

## Demografia
Struktura etniczna: czarni 92,4%, biali 2,7%, mieszani 3,1% a Hindusi 1,3%
Struktura wieku:
- 0 – 14 lat: 19,7% (mężczyźni 27 659/kobiety 27 573)
- 15 – 64 lat: 71,4% (mężczyźni 98 633/kobiety 102 020)
- 65 lat i więcej: 8,9% (mężczyźni 9 662/kobiety 15 399)

Stopień analfabetyzmu: 97,4% osób powyżej 15. roku życia umie czytać i pisać.

### Religia
Struktura religijna kraju w 2010 roku według Pew Research Center:
- protestanci – 88% (gł.: anglikanie i zielonoświątkowcy)  Osobny artykuł: Protestantyzm na Barbadosie.
- katolicy – 4,3%,  Osobny artykuł: Diecezja Bridgetown.
- inni chrześcijanie – 2,8%  Osobny artykuł: Świadkowie Jehowy na Barbadosie.
- brak religii – 1,9%,
- islam – 1,0%,
- hinduizm – 0,4%,
- inne religie – 1,6%.